# Староец
Староец (мкд. Староец) је насеље у Северној Македонији, у западном делу државе. Староец припада општини Кичево.

## Географија
Насеље Староец је смештено у средишњем делу Северне Македоније. Од најближег већег града, Кичева, насеље је удаљено 8 km јужно.
Рељеф: Староец се налази у Доњекичевском крају, која обухвата средишњи део слика реке Треске. Село је положено изнад долине реке на северу и планине Баба Сач на југу. Надморска висина насеља је приближно 610 метара.
Клима у насељу је континентална.

## Становништво
Староец је према последњем попису из 2002. године имао 195 становника.
Већинско становништво су етнички Македонци (99%).
Претежна вероисповест месног становништва је православље.